# Ibiraçu
Ibiraçu is een gemeente in de Braziliaanse deelstaat Espírito Santo. De gemeente telt 10.724 inwoners (schatting 2009).

## Aangrenzende gemeenten
De gemeente grenst aan João Neiva, Aracruz, Fundão en Santa Teresa.

## Verkeer en vervoer
De plaats ligt aan de noord-zuidlopende weg BR-101 tussen Touros en São José do Norte. Daarnaast ligt ze aan de weg ES-257.
Bij de plaats loopt er een spoorlijn.